# Capilla Althof

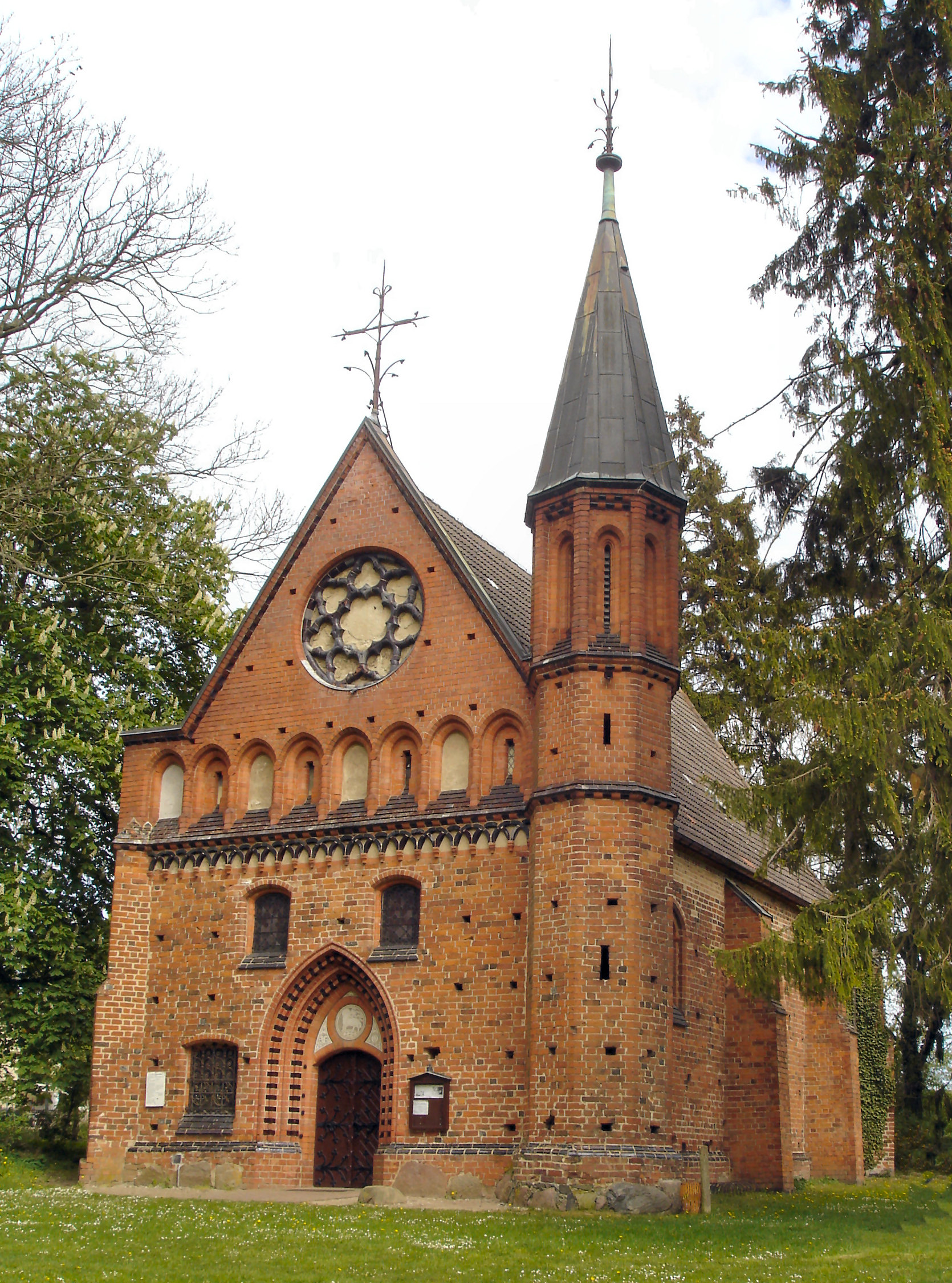
Capilla Althof.

La capilla de Althof de estilo gótico báltico fue construida en 1200. Se encuentra en una elevación al borde del este de Althof, un barrio de la ciudad de Bad Doberan, en la comunidad autónoma alemana de Mecklemburgo-Pomerania Occidental.
En los siglos XVII y XVIII servía de casa de horno. El 9 de agosto de 1822 un rayo cayó al edificio. El mismo año el Gran Duque Frederico Francisco II ordenó la reconstrucción. En los años 1886-88 el arquitecto alemán Gotthilf Ludwig Möckel le dio su aspecto actual. Desde entonces de nuevo tenían lugar servicios religiosos.
Debido a peligro de derrumbamiento la capilla está cerrada desde primavera 2009 y está en construcción. En diciembre de 2009 estarán terminadas las obras de saneamiento del techo y de la bóveda y reanudarán los servicios religiosos.